# Blackstar (serie animata)
Blackstar è una serie televisiva a cartoni animati prodotta nel 1981 dalla Filmation composta da 13 episodi. In Italia è stata trasmessa dal 1983 su Euro TV.

## Sinossi
La serie appartiene ai generi fantasy eroico e fantascientifico: andò in onda appena un anno dopo il successo di Thundarr il barbaro, datato 1980, ma senza replicarne gli effetti.
L'animazione di Blackstar rispecchia in pieno lo stile dell'azienda, fatta eccezione per l'assenza di un epilogo moralistico. Non riscuotendo il successo sperato, la serie non venne proseguita; successivamente però venne il travolgente successo di He-Man e i dominatori dell'universo, della quale Blackstar sembrava quasi una prova generale o un precursore, viste le numerose analogie, e venne replicata abbinata ad una serie di action figures, ma il rilancio non ne cambiò le sorti.
Il personaggio di John Blackstar era ispirato alle etnie tipiche dei nativi americani, ma senza troppa convinzione, così da non essere immediatamente riconoscibile per tale. Blackstar viene ancora oggi affettuosamente chiamato dai MOTU-fan lo "sfortunato cugino di He-Man".

## Trama
John Blackstar, un astronauta terrestre, finisce in un buco nero che lo fa finire in una remota galassia, precipitando così su un barbarico pianeta chiamato Sagar. Soccorso dai nanetti Trobbits si unisce alla loro lotta contro il crudele Overlord, deciso a conquistare il potere assoluto. Costui intende incrementare il suo già grande potere conquistando la possente Stella del Potere, un potente artefatto magico. Questa spada incantata si è però divisa longitudinalmente in due spade, la Spada del Potere e la Spada Stellare; ma mentre la Spada del Potere è finita in mano a Overlord, la Spada Stellare viene brandita da Blackstar, che insieme ai suoi amici Trobbits, alla strega Mara e al mutaforma Klone, lotta per la libertà.

## Personaggi principali
John Blackstar: alto, dalla carnagione olivastra e dalla corporatura muscolosa, Blackstar è un eroe dal cuore puro, che combatte per difendere i Trobbits dalle angherie del malvagio Overlord; in combattimento usa la Spada Stellare, parte di un antico manufatto alieno. Pare fosse previsto essere un nativo americano ma la cosa non è mai stata confermata. In Italia è doppiato da Danilo Bruni.
Warlock: la fedele cavalcatura di Blackstar, un drago verde alato che sputa fuoco, dal carattere estremamente docile e che non si separa mai dal suo padrone.
Mara: una strega molto potente, in grado di esercitare ogni forma di magia, dalla telecinesi all'ipnosi; protettrice dei Trobbits, è una fedele alleata e amica di Blackstar, di cui sembra anche innamorata. Non si sa se sia immortale o molto longeva, ma in un episodio parlando di una sua amica viene detto che se ne erano persi i contatti parecchi secoli prima.
Trobbits: piccoli esseri simili a nani, dalla pelle rosa scuro e dai capelli bianchi, i Trobbits sono i pacifici abitanti dell'albero di Sagar, un'enorme sequoia sui cui giganteschi rami hanno edificato la propria dimora. Il loro capo è Balkar, il più anziano di loro, dotato di folti baffi, poteri magici e profonda conoscenza della storia di Sagar. Gli altri Trobbits sono Rif (dotato di naso e mento affilati, una barbetta ed un cappello magico che ha sempre una fiammella accesa), i gemelli Terra e Carpo (quest'ultimo, a differenza del fratello, possiede denti da roditore in grado di rosicchiare anche il legno), Burble (molto simile a Balkar ma più giovane, con la barba e particolarmente pauroso), Gossamer (Plastulo nella versione italiana, dotato di due orecchie enormi con le quali è in grado di volare) e Poulo (il più giovane dei Trobbits, che è in grado di esprimersi solo fischiando). I Trobbits sono gli unici personaggi presenti in tutti gli episodi della serie, insieme al protagonista e a Warlock.
Klone: giovane abitante di Sagar, dalle fattezze elfiche, è un individuo estremamente taciturno e tranquillo; all'occorrenza è in grado di trasformarsi in qualsiasi creatura del suo pianeta. Solitamente usa il suo potere per combattere al fianco di Blackstar e di Mara o per difendere i Trobbits. 
Overlord: malvagio guerriero assetato di potere, mira alla distruzione dell'albero di Sagar, alla conquista del pianeta e soprattutto a mettere le mani sulla Spada stellare di Blackstar, la quale altro non è che la parte mancante della sua arma, la Spada del potere: colui che riuscisse a riunificare le due parti otterrebbe la Stella del Potere, l'arma più potente dell'universo. Per riuscire in tali intenti lo spietato Overlord non esita a studiare ogni genere di piano.
Vizir: uno stregone, braccio destro di Overlord.

## Episodi
L'episodio "Search for the Starsword" fu il primo scritto e trasmesso, ma il secondo prodotto.
| nº | Titolo originale               | Titolo italiano                   | Prima TV Stati Uniti |
| -- | ------------------------------ | --------------------------------- | -------------------- |
| 1  | Search for the Starsword       | Alla ricerca della Spada stellare | 12 settembre 1981    |
| 2  | City of the Ancient Ones       | La città degli antichi            | 19 settembre 1981    |
| 3  | The Lord of Time               | Il signore del tempo              | 26 settembre 1981    |
| 4  | The Mermaid of the Serpent Sea | Il popolo delle sirene            | 3 ottobre 1981       |
| 5  | The Quest                      | La prova                          | 10 ottobre 1981      |
| 6  | Spacewrecked                   | Dispersa nello spazio             | 17 ottobre 1981      |
| 7  | Lightning City of the Clouds   | La splendente città sulla nuvola  | 24 ottobre 1981      |
| 8  | Kingdom of Neptul              | Il regno di Neptul                | 31 ottobre 1981      |
| 9  | Tree of Evil                   | L'albero del male                 | 7 novembre 1981      |
| 10 | The Air Whales of Anchar       | Le balene volanti di Anchar       | 14 novembre 1981     |
| 11 | The Overlord's Big Spell       | Il grande incantesimo di Overlord | 21 novembre 1981     |
| 12 | The Crown of the Sorceress     | La corona della maga              | 28 novembre 1981     |
| 13 | The Zombie Masters             | Il signore degli zombie           | 5 dicembre 1981      |

## Merchandising
La linea di action figures dedicata alla serie fu sviluppata dalla Galoob nel 1983. In Italia giunse lo stesso anno, lanciata sul mercato dalla GiG.